# Voie Z/20
La voie Z/20 est un passage en impasse, desservant des habitations, du 20e arrondissement de Paris, en France.

## Situation et accès
La voie Z/20 est un passage en impasse qui dessert des habitations et qui commence au 157, rue Pelleport,.

## Origine de sa désignation
C'est la 26e voie du 20e arrondissement à être une voie sans nom de Paris.

## Historique

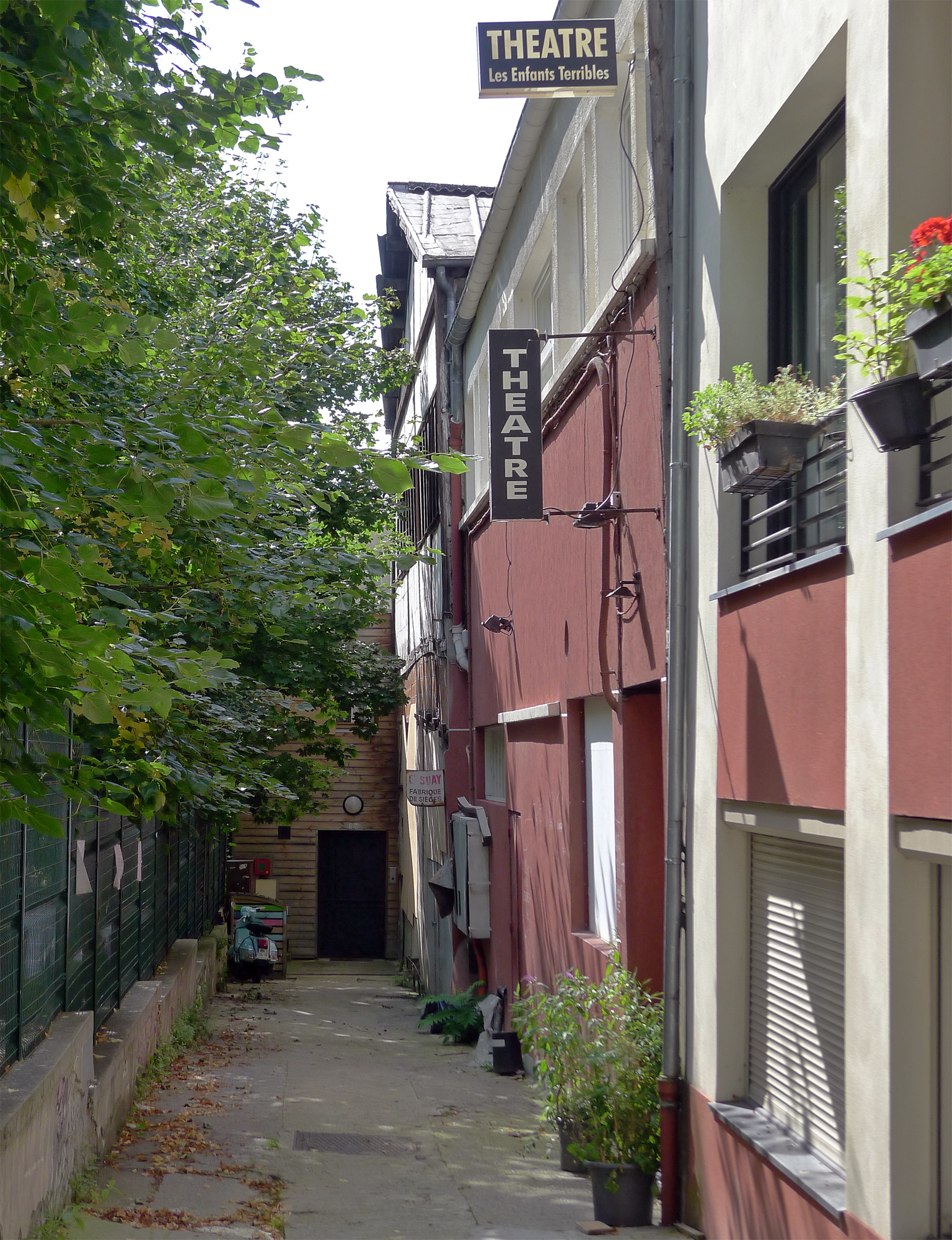
Théâtre Les Enfants terribles.

Cette voie est ouverte à la circulation publique par un arrêté municipal du 10 juillet 1991.

## Bâtiments remarquables et lieux de mémoire
Au fond de cette impasse se trouvait jusqu'en 2020 le théâtre Les Enfants terribles.